# Internet en Suisse
Internet en Suisse utilisé, en 2008, par 77 % des ménages selon l'Office fédéral de la statistique, utilisation supérieure à la moyenne des pays voisins. L'accès à Internet est libéralisé et fourni par plusieurs entreprises présentes soit sur l'ensemble du territoire, soit dans certains cantons seulement.

## Nom de domaine .ch
En Suisse, l'Office fédéral de la communication (OFCOM) mandate la fondation à but non lucratif SWITCH pour gérer les noms de domaine Internet en .ch. SWITCH est également mandatée par l'Office de la communication de la Principauté du Liechtenstein (AK) pour la gestion des noms de domaine en .li.                                   L'extension de domaine .ch apparaît pour la première fois en 1987.
« 1er janvier 2015 : SWITCH a cessé la vente des noms de domaine Internet en .ch »(Archive.org • Wikiwix • Archive.is • Google • Que faire ?)

## Statistiques
| Année | 2004  | 2005  | 2006  | 2007  | 2008  | 2009  | 2010  | 2011  | 2012  | 2013  | 2014  |
| %     | 67,80 | 70,10 | 75,70 | 77,20 | 79,20 | 81,30 | 83,90 | 85,19 | 85,20 | 86,34 | 87,00 |

## Accès Internet en Suisse
Les fournisseurs d'accès Internet sont présents dans tous les cantons du pays. Les services sont disponibles aux particuliers et aux entreprises. Le niveau de service à la clientèle, la rapidité et la qualité de la connexion, ainsi que les tarifs demandés varient d'un fournisseur à l'autre. 

## Les débuts
Le chef d'entreprise Pierre Hemmer, avec sa société M&Cnet à Fribourg, est considéré comme le premier fournisseur d'accès internet grand public en Suisse.

## Fournisseurs d'accès à Internet
| FAI nationaux | FAI mobiles |
| --- | --- |
| - Swisscom (anciennement Bluewin) - MaxiConnect - Migros - Sunrise - VTX - UPC Cablecom - NetplusFR - IPworldcom - VIDEO2000 - green.ch - DFi Service SA - NTD SA - Init7 | Réseau GSM/UMTS/LTE : - Swisscom - MaxiConnect - Salt Mobile (anciennement Orange) - Sunrise - Coop Mobile - M-Budget Mobile Réseau Wi-Fi : - Monzoon Networks - GeSpot (disponible uniquement à Genève) |

## Liaison et technologies
La liaison téléphonique en cuivre reliant les particuliers aux fournisseurs d'accès à Internet est encore largement le moyen le plus utilisé, suivi du câble coaxial (TV).

### Ligne téléphonique
Le transport d'informations par la ligne téléphonique est généralement mise en place avec le protocole ADSL, mais pour les particuliers prenant l'offre « Swisscom TV » du fournisseur du même nom, le transport s'effectue en VDSL, ce qui requiert un changement du modem ainsi qu'une modification de l'installation téléphonique existante en ajoutant un filtre BBR à la première prise (ou à l'introduction téléphonique si le réseau est en étoile), évitant ainsi l'ajout futur de filtre pour les appareils téléphoniques connectés en suite de ligne.

### Câble TV coaxial
Certains opérateurs fournissent une liaison Internet au travers du câble coaxial (ou téléréseau), mais en raison des limitations techniques de l'architecture du réseau, beaucoup de particuliers ont abandonné la connexion Internet par câble coaxial, cette technologie bien qu'intéressante présente quelques inconvénients structurels :
- Le câble est relié à un amplificateur de quartier qui relie tous les logements sur le même câble, ce qui induit une mutualisation de l'accès
- Il est possible pour des personnes ayant les connaissances techniques nécessaires d'écouter tout le trafic passant sur le câble
- Beaucoup de fréquences sont déjà utilisées par les signaux TV ce qui produit une limitation de la bande passante

Ces problèmes entraînent ainsi des baisses de débit plus ou moins notables quand beaucoup de personnes surfent sur le réseau en même temps. Parfois des déconnexions ponctuelles peuvent frapper certains utilisateurs.
Pour remédier à ces problèmes, les entreprises responsables des réseaux câblés amènent des câbles de fibre optique au plus près des clients.

### Fibre optique

#### Particuliers
La fibre optique commence à entrer dans les milieux urbains à forte densité, Swisscom a en premier lieu dû relier les centraux entre eux puis a commencé à équiper les villes de Genève, Bâle et Zurich en 2008, suivi en 2009 de Berne, Lausanne, St-Gall et Fribourg, le déploiement se fait en FTTH, cependant la disponibilité de l'offre n'est pas encore précisée.

#### Professionnels, entreprises, opérateurs et pouvoirs publics
Le réseau de fibre optique Fibrelac long de plus de 50 000 kilomètres dessert actuellement beaucoup d'entreprises, d'opérateurs et les pouvoirs publics.
La fondation SWITCH dessert quant à elle les hautes écoles suisses jusqu'à des débits atteignant 10 Gbit/s grâce à son réseau SWITCHlan de plus de 2 000 kilomètres.

## Débits et symétrie du transport d'informations

### Offre pour les particuliers
Actuellement, mise à part Sunrise qui propose du débit symétrique sur la fibre optique, aucun opérateur grand public ne fournit de connexion symétrique dans les offres pour particuliers en Suisse, cela empêche les citoyens d'émettre du contenu relativement volumineux dans un temps raisonnable ou d'utiliser un serveur à travers une connexion Internet pour des applications multimédias gourmandes, cela crée aussi une centralisation de l'hébergement, perçue par certains comme dangereux et allant à l'encontre de l'origine d'Internet qui est à la base un réseau acentré.
Ce phénomène se concentre encore plus avec les offres du fournisseur d'accès à Internet Cablecom, dont le ratio de symétrie du débit est encore plus bas avec les offres « Fiber Power Internet » baissant jusqu'à 0.07 dans l'offre la plus chère, le débit montant s'éloignant de plus en plus avec le débit descendant.

### Offre pour les entreprises
Les offres pour les entreprises sont généralement symétriques avec un accord SLA de remise à niveau de la connexion dans les 24 heures avec un prix majoritairement inaccessible pour un particulier.